# Ronifibrat
Ronifibratul este un medicament hipolipemiant din clasa fibraților, fiind utilizat în tratamentul anumitor tipuri de dislipidemii. Calea de administrare disponibilă este cea orală. Este un ester al acidului clofibric și niacinei cu 1,3-propandiolul.